# Georgi Edişeraşvili
Georgi Edişeraşvili ou Giorgi Edisherashvili, né le 17 mars 1988, est un lutteur libre géorgien, naturalisé azerbaïdjanais.

## Palmarès

### Championnats d'Europe
- Médaille d'or en catégorie des moins de 57 kg en 2018 à Kaspiisk (Russie)
- Médaille d'or en catégorie des moins de 57 kg en 2017 à Novi Sad (Serbie)
- Médaille d'or en catégorie des moins de 55 kg en 2013 à Tbilissi (Géorgie)